# Tomasa del Real
Tomasa del Real (Iquique, Xile, 1988) és el nom artístic de Valeria Cisternes, una cantant, tatuadora i compositora xilena d'estils hip-hop, reggaeton, trap. Es considera pionera del gènere musical neoperreo. A Buenos Aires, mentre duu a terme els seus estudis en disseny de vestuari, treballa com tatuadora intercanviant tatuatges per temps a estudis de gravació. Així neix el seu primer àlbum Bien y Mal, el 22 de març de 2016, format per nou cançons, entre les quals hi ha «Tu señora», cançó que va a acumular més de 500.000 visionats a YouTube.
El seu salt qualitatiu va arribar de la mà de cançons com «Hangover», produït per Paul Marmota, membre del col·lectiu NAAFI o Sorra Moderníssima produït per Pxxr Gvng, actualment Els Sants.
La música de Tomasa del Real s'engloba en un moviment d'artistes llatines i urbanes contemporànies com Audri Nix, la Goony Chonga o La Favi.

## Cançons individuals (singles)[calcitació]
- «Bonnie n Clyde» – 2015
- «Dientes de oro» – 2015
- «Préndelo» – 2014
- «La vampira» – 2016
- «Tu señora» – 2016
- «Tamos redy» – 2016
- «Arena modernísima» – 2016
- «Hangover» – 2016
- «Channel» – 2015